# (30417) Staudt
(30417) Staudt (2000 LF) – planetoida z pasa głównego asteroid okrążająca Słońce w ciągu 4,34 lat w średniej odległości 2,66 j.a. Odkryta 1 czerwca 2000 roku.